# Кийко, Оксана Григорьевна
Оксана Григорьевна Сюндквист (урожд. Кийко; род. 12 июня 1977 года) — советская и российская пловчиха в ластах.

## Карьера
Тренировалась в клубе «СКАТ» при Томском университете у А.Д. Шумкова.
Чемпион мира 1992 г.  Призёр чемпионата мира 1998 г.  Рекордсмен Европы.  Двукратный чемпион Европы 1992 г.
Победительница клубного чемпионата Европы в составе команды СКАТ ТГУ 1998, 1999 гг.
Окончила журфак Томского университета.
В настоящее время проживает в Швеции .